# Sklotvornost
Sklotvornost je schopnost systému přecházet do sklovitého (amorfního) stavu. Při klasické přípravě skel chlazením taveniny obecně platí, že sklotvornost se rozšiřuje s rostoucí rychlostí chlazení.
V technologické praxi se k hodnocení sklotvornosti, resp. kritické teploty chlazení (teplota, při níž je čas potřebný pro vznik určitého podílu krystalické fáze minimální) používají tzv. TTT diagramy (Time-Temperature-Transformation diagram).